# On the Wings of Love
On the Wings of Love é uma telenovela filipina exibida pela ABS-CBN entre 10 de agosto de 2015 e 26 de fevereiro de 2016, estrelada por James Reid e Nadine Lustre.
Em Angola e Moçambique, a novela foi exibida na StarTimes Novela P sob o título Nas Asas do Amor.

## Enredo
Leah é uma garota simples com um sonho americano; e Clark é um menino que vive sua vida americano - que são forçados a se casar, a fim de permanecer legalmente e continuar a trabalhar nos Estados Unidos.

## Elenco

### Elenco principal
- James Reid como Clark Medina
- Nadine Lustre como Leah Olivar-Medina

### Elenco de apoio
- Joel Torre como Soliman "Tatang Sol" Olivar
- Cherry Pie Picache como Jacqueline "Tita Jack" Fausto
- Nanette Inventor como Pacita "Lola Pachang/Ima" Magtoto-Fausto
- Albie Casiño como Diego "Jigs" Fausto
- Bianca Manalo como Tiffany Olivar-Carpio
- Nico Antonio como Antonio "Tolayts" Carpio
- Isay Alvarez como Veronica "Rona" Wyatt
- Bailey May como Harry Fausto
- Paulo Avelino como Simon Evangelista

### Elenco estendida
- Matt Evans como Adrian Velasco
- Nhikzy Calma como Gabriel "Gabby" Olivar
- Kyle Echarri como Brent Wyatt
- Andre Garcia como Jordan Medina
- Laiza Comia como Jennifer "Jenny" Medina
- Bailey May como Harry Fausto
- Ylona Garcia como Audrey Olivar
- Ysabel Ortega como Angela Stevens
- Juan Miguel Severo como Rico
- Benj Manalo como Axl
- Rafael "Paeng" Sudayan como Kiko
- Paolo O'Hara como Abet Fausto
- Jordan Castillo como Romer Fausto
- Ruby Ruiz como Aling Lolit
- Geraldine Villamil como Kapitana
- Joel Saracho como Mama Lulu
- Cheska Iñigo como Diana Stevens
- Jhustin Agustin como Rodolfo

### Participações especiais
- Avery Balasbas como Leah Olivar (jovem)
- Josh Ford como Clark Medina (jovem)
- Trojan Moreno como Diego "Jigs" Fausto (jovem)
- Belle Mariano como Tiffany Olivar (jovem)
- Katya Santos como Ofelia Fausto-Medina
- Lee O'Brian como Arthur Wyatt
- Miguel Faustmann como Kenneth
- Thou Reyes como Denzel
- Jason Francisco como Cullen
- Ynna Asistio como Maggie Regalado
- Anna Luna como Juliet Perez
- Japo Parcero como Monette
- Paul Cabral como designer de vestido de noiva
- O irmão da etapa de Clark como o marido de Bea
- James Vincent Martinez como Andres Suntay
- Anne Curtis como ela mesma

## Trilha sonora
1. On the Wings of Love – Kyla
2. On the Wings of Love – James Reid e Nadine Lustre
3. Say You'll Never Go – Erik Santos
4. Hanap-Hanap – James Reid e Nadine Lustre
5. Stay – Daryl Ong
6. Randomantic – James Reid
7. Bonfire Love Song – James Reid
8. Babalik – James Reid
9. If You Don't Want To Fall – Jed Madela

## Prêmios e indicações
| Ano  | Prêmio                                   | Categoria                                   | Indicação            | Resultado |
| ---- | ---------------------------------------- | ------------------------------------------- | -------------------- | --------- |
| 2015 | StarCinema.com.ph Awards                 | Programa de televisão favorito              | On the Wings of Love | Venceu    |
| 2015 | 1st GIC Innovation Awards for Television | Série mais inovadora                        | On the Wings of Love | Venceu    |
| 2016 | Box-Office Entertainment Awards          | Príncipe de televisão filipina              | James Reid           | Venceu    |
| 2016 | Box-Office Entertainment Awards          | Princesa da televisão filipina              | Nadine Lustre        | Venceu    |
| 2016 | Anak TV Seal Awards                      | Programa de televisão favorito das famílias | On the Wings of Love | Venceu    |
| 2016 | Myx Music Awards                         | Trilha sonora de mídia favoritos            | Kyla                 | Venceu    |
| 2016 | Myx Music Awards                         | Refilmagem favorito                         | Kyla                 | Venceu    |
| 2016 | USTV Students’ Choice Awards             | Students' Choice of Drama Program           | On the Wings of Love | Venceu    |
| 2016 | KBP Golden Dove Awards                   | Melhor programa de drama de televisão       | On the Wings of Love | Venceu    |
| 2016 | The PEP List Year 3 Awards               | Série horário nobre do ano                  | On the Wings of Love | Venceu    |
| 2016 | The PEP List Year 3 Awards               | Apoiando atriz de televisão do ano          | Cherry Pie Picache   | Venceu    |

## Exibição
| País/Região         | Emissora           | Data de estréia      | Data de final           | Título               |
| ------------------- | ------------------ | -------------------- | ----------------------- | -------------------- |
| Filipinas           | ABS-CBN            | 10 de agosto de 2015 | 26 de fevereiro de 2016 | On the Wings of Love |
| Estados Unidos      | TFC                | agosto de 2015       | fevereiro de 2016       | On the Wings of Love |
| Canadá              | TFC                | agosto de 2015       | fevereiro de 2016       | On the Wings of Love |
| Japão               | TFC                | agosto de 2015       | fevereiro de 2016       | On the Wings of Love |
| Taiwan              | TFC                | agosto de 2015       | fevereiro de 2016       | On the Wings of Love |
| Hong Kong           | TFC                | agosto de 2015       | fevereiro de 2016       | On the Wings of Love |
| Malásia             | TFC                | agosto de 2015       | fevereiro de 2016       | On the Wings of Love |
| Indonésia           | TFC                | agosto de 2015       | fevereiro de 2016       | On the Wings of Love |
| Singapura           | TFC                | agosto de 2015       | fevereiro de 2016       | On the Wings of Love |
| Papua-Nova Guiné    | TFC                | agosto de 2015       | fevereiro de 2016       | On the Wings of Love |
| Austrália           | TFC                | agosto de 2015       | fevereiro de 2016       | On the Wings of Love |
| Nova Zelândia       | TFC                | agosto de 2015       | fevereiro de 2016       | On the Wings of Love |
| Europa              | TFC                | agosto de 2015       | fevereiro de 2016       | On the Wings of Love |
| Médio Oriente       | TFC                | agosto de 2015       | fevereiro de 2016       | On the Wings of Love |
| Angola · Moçambique | StarTimes Novela P | 2018                 | 2019                    | Nas Asas do Amor     |